# Cathay Pacific
Cathay Pacific Airways Limited (CPA), més coneguda com a Cathay Pacific (xinès tradicional: 國泰航空公司, xinès simplificat: 国泰航空公司, pinyin: Guótài Hángkōng gōngsī), és la companyia aèria més gran de Hong Kong, amb seu central i centre principal situada a l'aeroport internacional de Hong Kong. Les operacions i subsidiàries de la companyia aèria han programat serveis de passatgers i càrrega a més de 190 destinacions, i estan presents a més de 60 països d'arreu del món, incloent codis compartits i empreses conjuntes. Cathay Pacific opera una flota formada per Airbus A321, Airbus A321neo, Airbus A330, Airbus A350 i Boeing 777. A més, Cathay Cargo opera dos models del Boeing 747. La desapareguda companyia aèria subsidiària de propietat total Cathay Dragon, que va cessar les operacions el 2020, volava anteriorment a 44 destinacions a la regió Àsia-Pacífic des de la base de Hong Kong.
L'aerolínia va ser fundada el 24 de setembre de 1946 per dos persones, l'australià Sydney H. de Kantzow i l'americà Roy C. Farrell. A data de març del 2021, els seus principals accionistes són Swire Pacific, amb una participació del 42,3% i Air China, amb una participació del 28,2%.
El 2018, el grup Cathay Pacific va ser el 19è grup de companyies aèries més gran del món classificat pel trànsit.
És un dels membres fundadors de l'aliança Oneworld.